# Szkoła Morska w Gdyni
Szkoła Morska w Gdyni – niepubliczna szkoła policealna powstała w Gdyni w roku 1998 z połączenia dwóch ośrodków szkoleniowych, Morskiego Ośrodka Szkoleniowego "M&N" założonego 25 lutego 1993 i "AGMOR" Morskiego Centrum Szkolenia powstałego 11 marca 1996 roku. Ośrodek kształci marynarzy i oficerów statków morskich o profilu mechanicznym i nawigacyjnym oraz pracowników gospodarki morskiej a także prowadzi kursy specjalistyczne. Szkoła jest członkiem założycielem Krajowej Izby Gospodarki Morskiej oraz członkiem Krajowego Forum Oświaty Niepublicznej, Polskiego Forum Przemysłów Morskich, Ligi Morskiej i Rzecznej i Partnerstwa dla Morza. Od lipca 1998 Szkoła posiada międzynarodowy certyfikat jakości ISO 9001:2000 w zakresie organizacji i prowadzenia szkoleń o profilu morskim. W sierpniu 2008 Krajowa Izba Gospodarki Morskiej nagrodziła Szkołę Bursztynowym Jajem.